# Lilium formosanum
 (mai 2024).
La mise en forme du texte ne suit pas les recommandations de Wikipédia : il faut le « wikifier ».
Les points d'amélioration suivants sont les cas les plus fréquents. Le détail des points à revoir est peut-être précisé sur la page de discussion.
- Les titres sont pré-formatés par le logiciel. Ils ne sont ni en capitales, ni en gras.
- Le texte ne doit pas être écrit en capitales (les noms de famille non plus), ni en gras, ni en italique, ni en « petit »…
- Le gras n'est utilisé que pour surligner le titre de l'article dans l'introduction, une seule fois.
- L'italique est rarement utilisé : mots en langue étrangère, titres d'œuvres, noms de bateaux, etc.
- Les citations ne sont pas en italique mais en corps de texte normal. Elles sont entourées par des guillemets français : « et ».
- Les listes à puces sont à éviter, des paragraphes rédigés étant largement préférés. Les tableaux sont à réserver à la présentation de données structurées (résultats, etc.).
- Les appels de note de bas de page (petits chiffres en exposant, introduits par l'outil «  Source ») sont à placer entre la fin de phrase et le point final[comme ça].
- Les liens internes (vers d'autres articles de Wikipédia) sont à choisir avec parcimonie. Créez des liens vers des articles approfondissant le sujet. Les termes génériques sans rapport avec le sujet sont à éviter, ainsi que les répétitions de liens vers un même terme.
- Les liens externes sont à placer uniquement dans une section « Liens externes », à la fin de l'article. Ces liens sont à choisir avec parcimonie suivant les règles définies. Si un lien sert de source à l'article, son insertion dans le texte est à faire par les notes de bas de page.
- La présentation des références doit suivre les conventions bibliographiques. Il est recommandé d'utiliser les modèles {{Ouvrage}}, {{Chapitre}}, {{Article}}, {{Lien web}} et/ou {{Bibliographie}}. Le mode d'édition visuel peut mettre en forme automatiquement les références.
- Insérer une infobox (cadre d'informations à droite) n'est pas obligatoire pour parachever la mise en page.

Pour une aide détaillée, merci de consulter Aide:Wikification.
Si vous pensez que ces points ont été résolus, vous pouvez retirer ce bandeau et améliorer la mise en forme d'un autre article.
Lys de Formose, Lys de Taïwan
Espèce
Lilium formosanum, le Lys de Formose ou Lys de Taïwan (chinois traditionnel : 台灣百合 ; chinois simplifié : 台湾百合 ; pinyin : Táiwān bǎihé), est une espèce de plantes de la famille des Liliaceae. À l'origine endémique de Taïwan,, cette plante a été introduite dans d'autres régions du monde et cultivée pour ses grandes fleurs aux tépales recourbés ou en trompette. Ses bulbes sont comestibles. 

## Répartition
À l'origine endémique de Taïwan, Lilium formosanum a été introduite dans d'autres régions : Japon, Australie, Nouvelle-Zélande, Afrique du Sud, Tanzanie, république démocratique du Congo, Kenya, Brésil, États-Unis…
Lilium zairii, une espèce découverte en république démocratique du Congo, s'est révélée être en fait une forme sauvage de Lilium formosanum qui se serait échappée.

## Dans la culture
Cette fleur a été le symbole du « Mouvement étudiant des lys sauvages » en 1990, qui fut un tournant majeur dans la démocratisation de Taïwan.

## Classification
Le nom correct complet (avec auteur) de ce taxon est Lilium formosanum A.Wallace.
Lilium formosanum a pour synonymes :
- Lilium formosanum var. formosanum
- Lilium formosanum var. microphyllum T.S.Liu & S.S.Ying
- Lilium formosanum var. pricei Stoker
- Lilium longiflorum var. formosanum Baker
- Lilium philippinense subsp. formosanum (Wallace) E.H.Wilson
- Lilium philippinense var. formosanum (Wallace) E.H.Wilson
- Lilium philippinense var. formosanum Grove
- Lilium zairei Mynett & Mackiewicz

### Noms vernaculaires
En taïwanais, la plante est connue sous divers noms vernaculaires, tels que « lys sauvage » (野百合 ou 高砂百合), « fleur-trompette » (喇叭花), ou « ail de montagne » (山蒜頭, 山石蒜, ou 山蒜瓣), son bulbe étant comestible.
Elle est appelée « bariangalay » par les Rukai, qui en font des parures pour certaines cérémonies.